# Fletzi
Fletzi wird ein Skelett aus der Karolingerzeit genannt, welches im Juni 2013 bei Ausgrabungen in der Altstadt von Wasserburg am Inn entdeckt wurde. Der genaue Todeszeitpunkt konnte nicht festgestellt werden, allerdings verweisen Indizien auf das 9. Jahrhundert.

## Entdeckung
Das Skelett und einige alte Mauern wurden bei Grabungsarbeiten vor dem beabsichtigten Bau eines Mehrfamilienhauses auf dem Gelände der ehemaligen Fletzinger-Brauerei nahe der Fletzingergasse gefunden. Der Name „Fletzi“ ist eine Mischung aus dem Namen der Brauerei und einer Anspielung an die – allerdings vielfach ältere – Gletschermumie Ötzi.
Die gefundenen Mauern wurden sehr sorgfältig erbaut und bilden einen Brunnen, eine Latrine, eine alte Stadtmauer und wahrscheinlich eine Art Hochwasserschutz.
Fletzi war ein etwa dreißig bis vierzig Jahre alter Mann und mit einer Körpergröße von etwa 184 Zentimetern für die damalige Zeit ungewöhnlich groß.
Fletzi wurde bestattet, indem sein Kopf auf einen Tuffstein aus dem 9. oder 10. Jahrhundert gebettet wurde.

## Datierung
Die zeitliche Einordnung des Skeletts erfolgte wohl aufgrund seiner stratigrafischen Lage.
Die vom Skelett für die Altersbestimmung nach der Radiokarbonmethode genommene Probe erwies sich als nicht brauchbar, wie im August 2017 bekannt wurde.

## Geschichtlicher Hintergrund
Zu Lebzeiten des Toten war Wasserburg wohl im frühen Machtgebiet der Grafen von Ebersberg, die erste bekannte Besiedlung der Stadt stammt aber erst aus dem 11. Jahrhundert. Durch die Entdeckung des Skeletts und der Mauern wurde bewiesen, dass hier bereits lange vor der ersten urkundlichen Erwähnung Wasserburgs Menschen gelebt haben, auch wenn hier natürlich noch nicht von echtem Siedlungsleben gesprochen werden kann.

## Verbleib des Funds
Im August 2017 lag das Skelett bei der Anthropologischen Staatssammlung in München.